# Literatura duńska

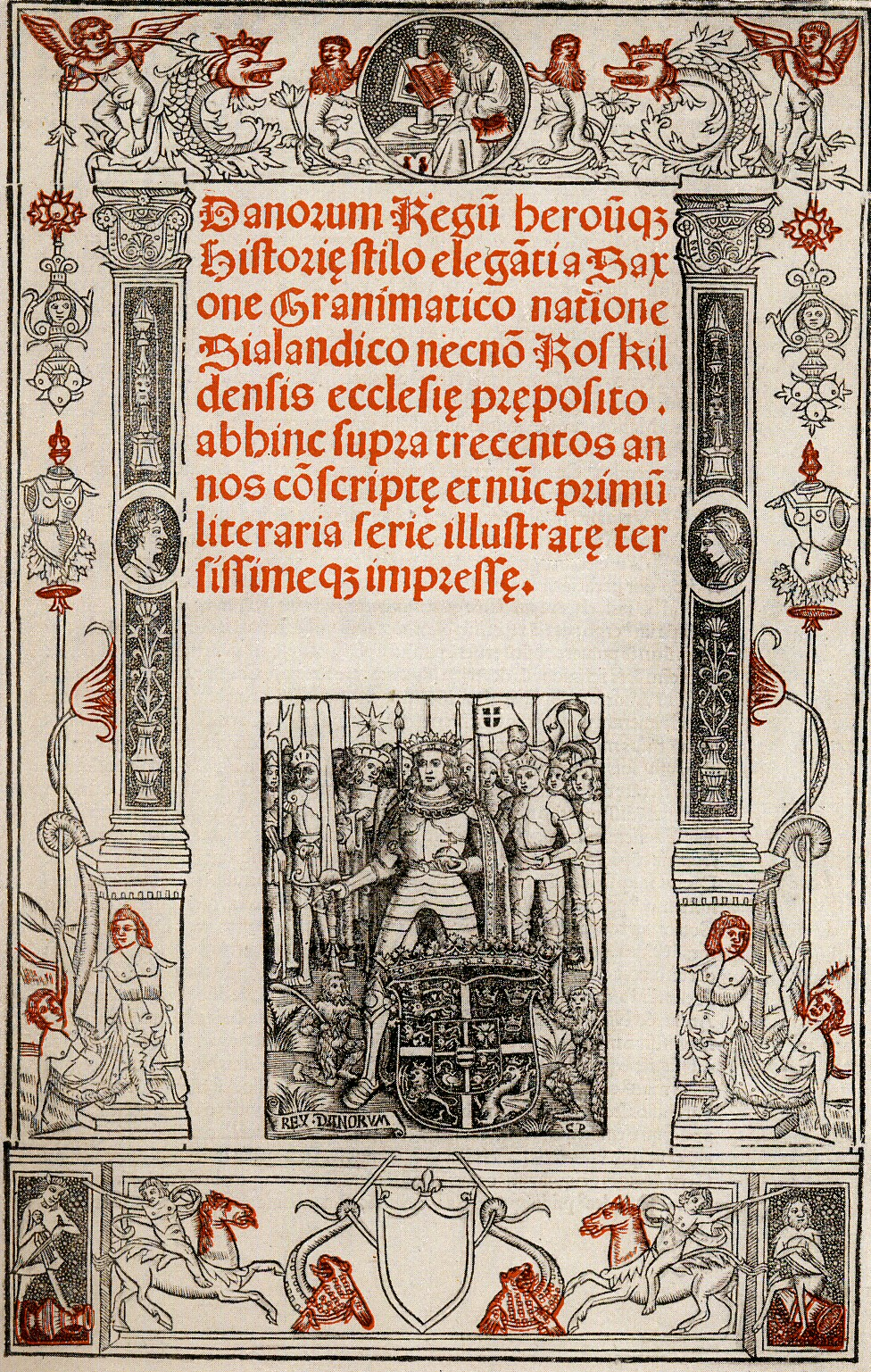
Gesta Danorum, Saxo Grammaticus

Literatura duńska – generalnie piśmiennictwo tworzone w języku duńskim na terenie Danii, jednak w poczet tej literatury tradycyjnie wchodzą również kroniki pisane w języku łacińskim oraz wczesne zapisy alfabetem runicznym.

## Historia
Za pierwsze zabytki duńskiego języka pisanego uważa się zapisy runiczne z IX wieku (zob. kamienie runiczne z Jelling). Najstarsze teksty pisane to łacińskie kroniki, m.in. Gesta Danorum Saxo Grammaticusa (1208) (→ średniowieczne kroniki duńskie). Zabytki duńszczyzny to ustanowione przez króla Waldemara Zwycięskiego prawa Skanske Lov i Jyske Lov (w Codex Runicus).
Oprócz kronik w okresie średniowiecza powstawały w Danii (folke)viser (śpiewane ballady-opowieści).
Pierwsze duńskie tłumaczenie Pisma Świętego – Biblia Chrystiana III – zostało wydane w 1550 roku (Kopenhaga, nakład 3000 egzemplarzy). Była to edycja oparta głównie na niemieckim przekładzie Lutra z 1545. Biblia ta zawierała 92 drzeworyty autorstwa Erharda Altdorfera.

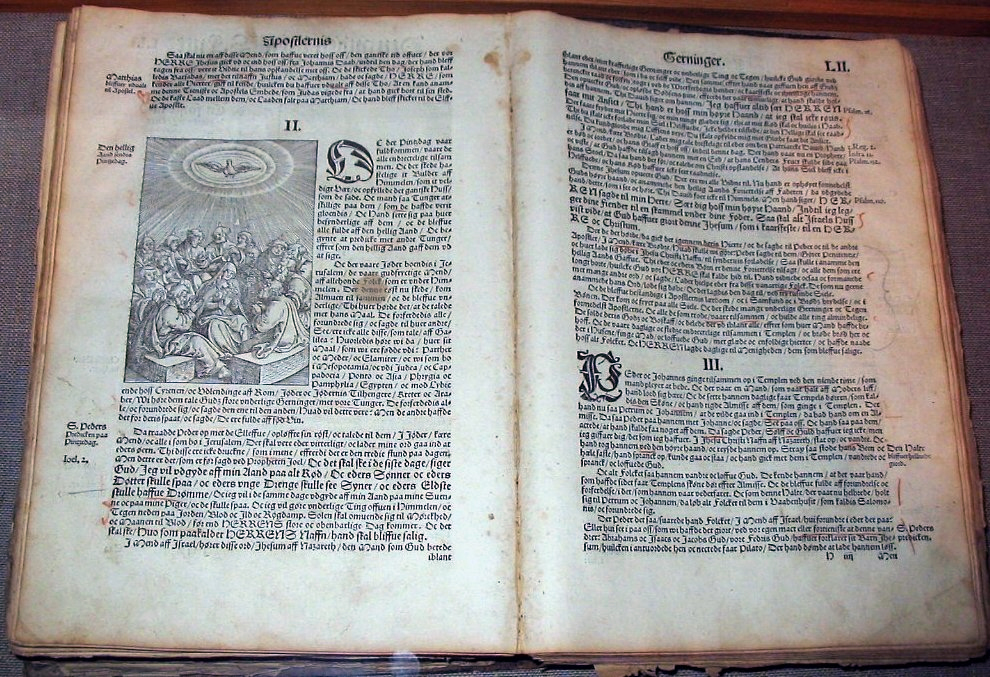
Biblia Chrystiana III

Duńska literatura świecka rozkwitła w epokach renesansu (prekursor: Ludvig Holberg) oraz romantyzmu (charakterystyczne dla okresu są powrót do korzeni kulturowych (→ mitologia nordycka) oraz rozwój poczucia przynależności narodowej (prekursor: Adam Gottlob Oehlenschläger, „król poezji nordyckiej”, autor hymnu narodowego Danii).
W połowie XIX wieku w historii literatury duńskiej pojawił się realizm; również w tym okresie Nikolai Frederik Severin Grundtvig (założyciel uniwersytetów ludowych) stworzył śpiewane do dziś psalmy (literatura religijna). Ważnymi postaciami okresu byli filozof Søren Kierkegaard oraz baśniopisarz Hans Christian Andersen; obydwaj znani również poza Danią.

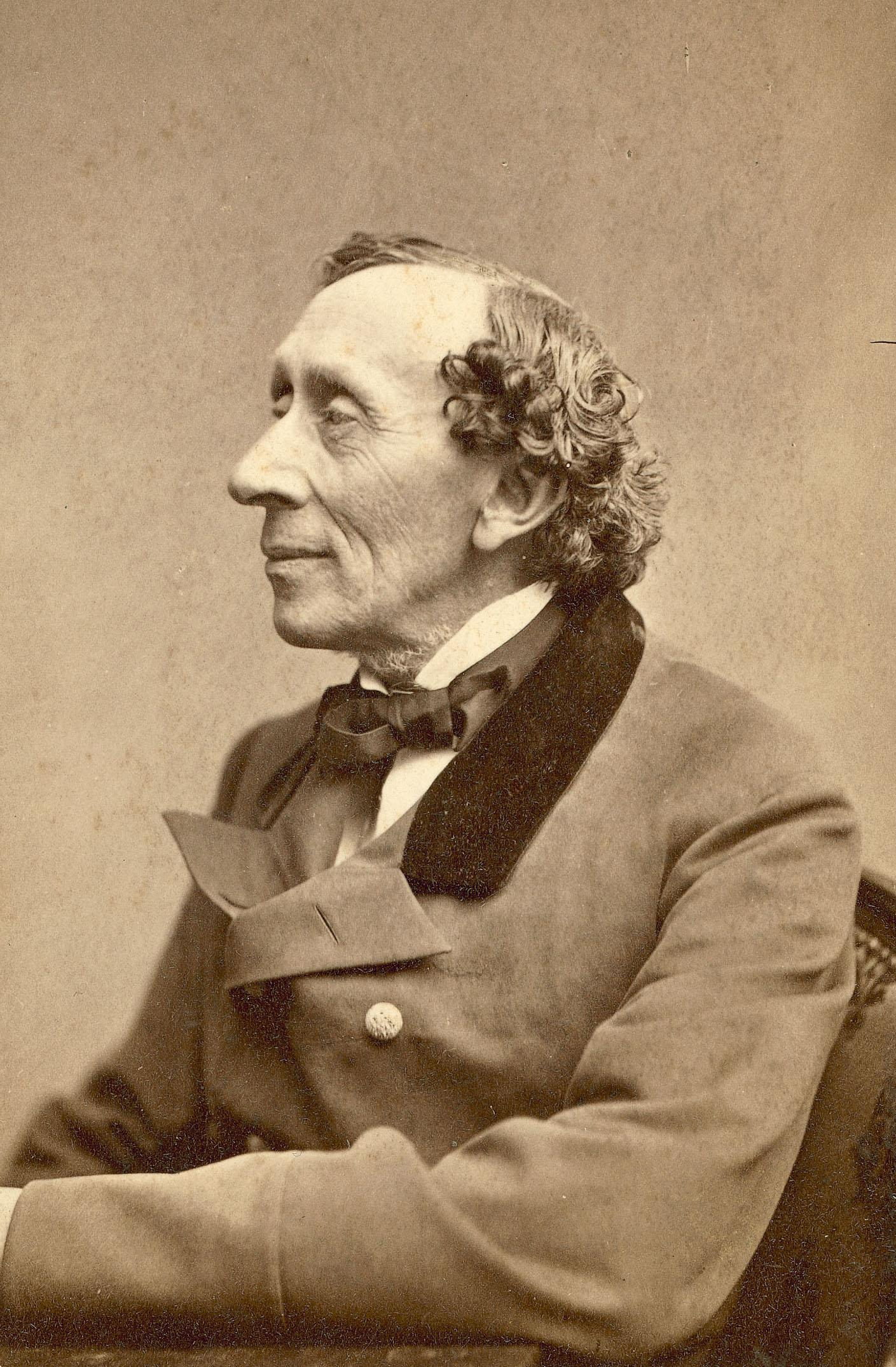
Hans Christian Andersen

Wiek XIX zakończył się w literaturze duńskiej tendencjami pesymistycznymi i symbolizmem (pisarze Herman Bang i nagrodzony literacką nagrodą Nobla (1917) Henrik Pontoppidan, poeci Johannes Jørgensen i Sophus Claussen, dramatopisarz Helge Rode). Jest to też okres tzw. → realizmu jutlandzkiego – inspiracji krajobrazem i kulturą Jutlandii (Jeppe Aakjær, Jakob Knudsen, Johannes Jensen (nagroda Nobla w 1944)).
W XX wieku pojawiła się powieść społeczna (Martin Andersen Nexø, Hans Scherfig) oraz psychologiczna (Frederik Paludan-Müller); ważna dla tego okresu jest też twórczość Karen Blixen.
Literatura lat powojennych charakteryzowała się trzema osobnymi tendencjami: powrotem do romantyzmu, realizmem społecznym oraz tzw. nowym modernizmem (Peter Seeberg, Benny Andersen, Ivan Malinovski).
W końcu wieku XX literatura duńska podejmowała problematykę społeczną (Vita Andersen, Christian Kampmann). Obecnie jednym z najpopularniejszych pisarzy duńskich jest Peter Høeg, piszący w duchu postkolonializmu.

## Kanon literatury duńskiej
Kanon literatury duńskiej został określony 23 września 2004 roku przez duńskie ministerstwo oświaty (duń. Undervisningsministeriet). Przez „kanon literatury” rozumie się listę duńskich autorów, z których dziełami duńskie dziecko powinno zapoznać się w procesie swej edukacji.
| kanon wspólny (obowiązkowy) | szkoły podstawowe (uzup.) | gimnazja (uzup.)  |
| --------------------------- | ------------------------- | ----------------- |
| bajki ludowe                | baśnie ludowe             | sagi              |
| Ludvig Holberg              | Johan Herman Wessel       | Thomas Kingo      |
| Adam Oehlenschläger         | B.S. Ingemann             | H. A. Brorson     |
| N.F.S. Grundtvig            | Christian Winther         | Johannes Ewald    |
| St. St. Blicher             | Jeppe Aakjær              | Emil Aarestrup    |
| Hans Ch. Andersen           | Thøger Larsen             | Søren Kierkegaard |
| Herman Bang                 | H.C. Branner              | Henrik Ibsen      |
| Henrik Pontoppidan          | Egan Mathiesen            | J.P. Jacobsen     |
| Johannes V. Jensen          | Halfdan Rasmussen         | Sophus Claussen   |
| Martin Andersen Nexø        | Tove Ditlevsen            | Hans Kirk         |
| Tom Kristensen              | Benny Andersen            | Villy Sørensen    |
| Karen Blixen                | Cecil Bødker              | Inger Christensen |
| Martin A. Hansen            | Ole Lund Kirkegaard       |                   |
| Peter Seeberg               |                           |                   |
| Klaus Rifbjerg              |                           |                   |

## Grupy i kierunki literackie
- Herezja – ugrupowanie literackie skupione wokół czasopisma „Heretica” (1948–1953)[4]
- Realizm jutlandzki – nurt literacki istniejący na przełomie XIX i XX w., skupiający głównie pisarzy pochodzenia chłopskiego[5]